# غرانت جونز
غرانت جونز (بالإنجليزية: Grant Jones)‏ هو مهندس المناظر الطبيعية أمريكي، ولد في 29 أغسطس 1938.